# Frontiera (topologia)
In topologia, la frontiera o contorno o bordo di un sottoinsieme S di uno spazio topologico X è la chiusura dell'insieme meno il suo interno. Un elemento della frontiera di S è chiamato punto di frontiera di S. Le notazioni usate per indicare la frontiera di un insieme S includono b(S) , bd(S), fr(S), e {\displaystyle \partial S}.
Esistono altri due modi equivalenti per definire la frontiera di S e i punti di frontiera di S.
1. Si definisce frontiera di S l'intersezione fra la chiusura di S e la chiusura del suo complementare.
2. Si definisce frontiera di S l'insieme dei punti p in X tali che ogni intorno di p contiene almeno un punto di S e almeno un punto non appartenente a S.

## Proprietà
- La frontiera di un insieme è chiusa.
- La frontiera di un insieme è uguale all'intersezione fra la chiusura dell'insieme e la chiusura del suo complemento.
- Un insieme è chiuso se e solo se la frontiera dell'insieme è contenuta nell'insieme, e aperto se e solo se è disgiunto dalla sua frontiera.
- La frontiera di un insieme è uguale alla frontiera del suo complemento.
- La chiusura di un insieme è uguale all'unione dell'insieme con la sua frontiera.
- La frontiera di un insieme è vuota se e solo se l'insieme è contemporaneamente chiuso e aperto (cioè se è un insieme chiuso-aperto).

## Esempi
- Consideriamo l'usuale topologia dell'asse reale; se {\displaystyle X=[0,5)}, allora {\displaystyle \partial X=\{0,5\}} .
- {\displaystyle \partial {\overline {B}}(\mathbf {a} ,r)={\overline {B}}(\mathbf {a} ,r)-B(\mathbf {a} ,r)}
- {\displaystyle \partial D^{n}\simeq S^{n-1}}
- {\displaystyle \partial \varnothing =\varnothing }
- Se Ω denota il disco caratterizzato dalla disuguaglianza x2+y2 ≤ 1, in R3 si ha ∂Ω = Ω, mentre in R2, ∂Ω = {(x, y) | x2+y2 = 1}. Quindi, la frontiera di un insieme può dipendere dall'insieme in cui è immerso.